# Mohawk Valley

Mohawk Valleys landformer.

Mohawk Valley är en region i delstaten New York. Regionen utgörs av det område som omger Mohawkfloden. Detta 15 230 km2 stora område ligger mellan Adirondacksbergen och Catskillbergen. Regionen är ett viktigt jordbruksområde, men har även viktiga industristäder, bland annat Utica.

## Bildgalleri

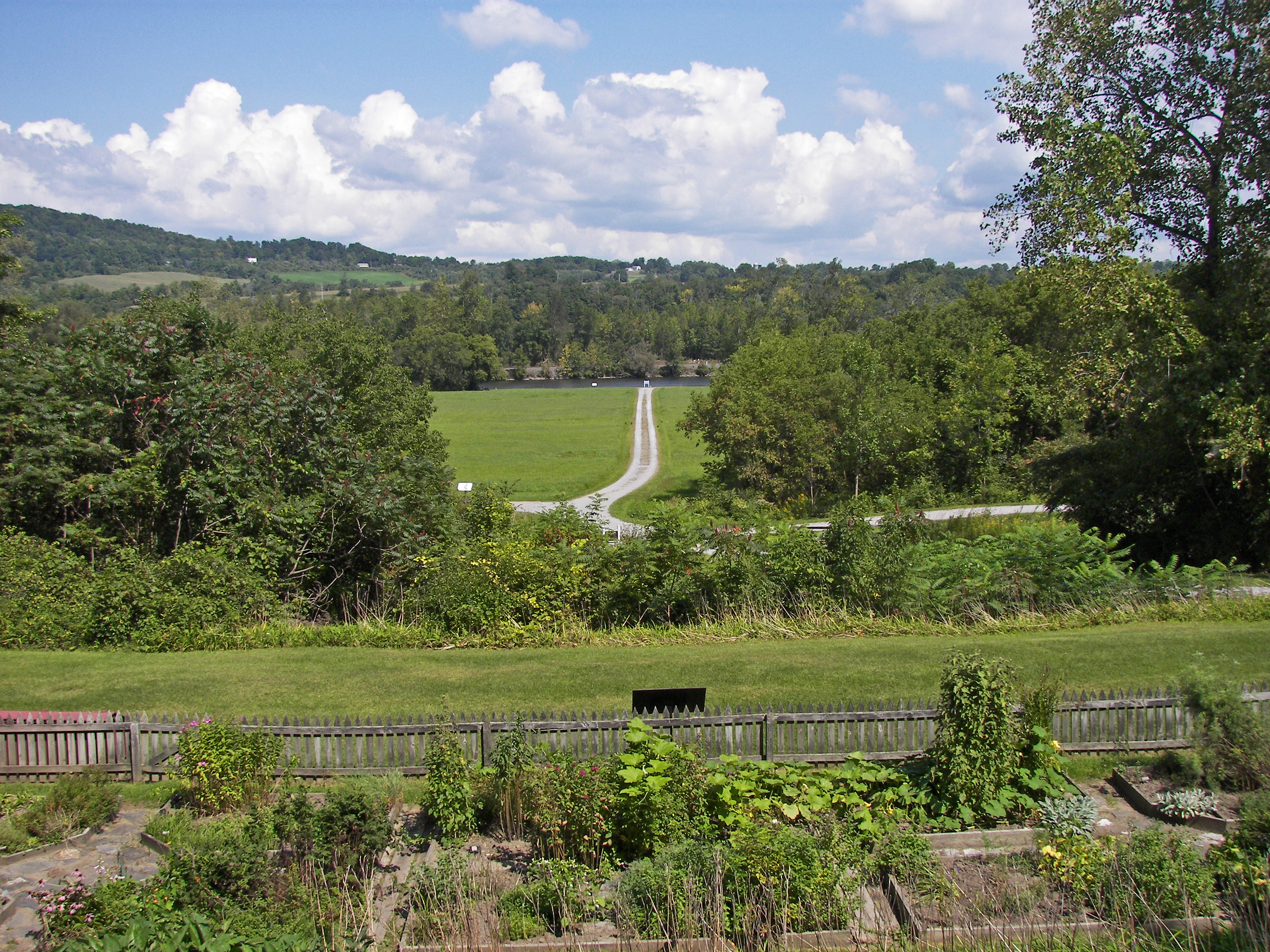
Landskapsvy
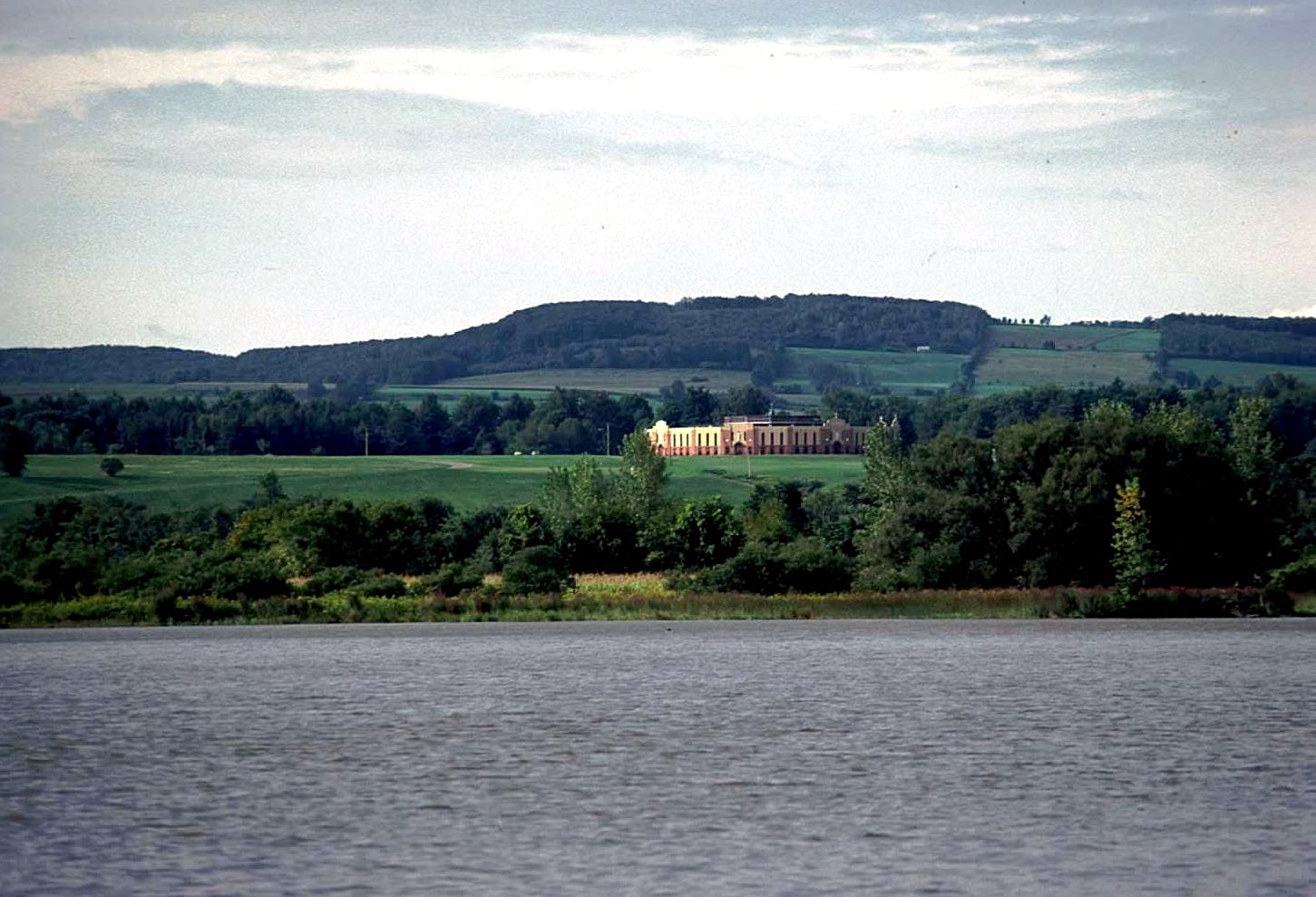
Landskapsvy
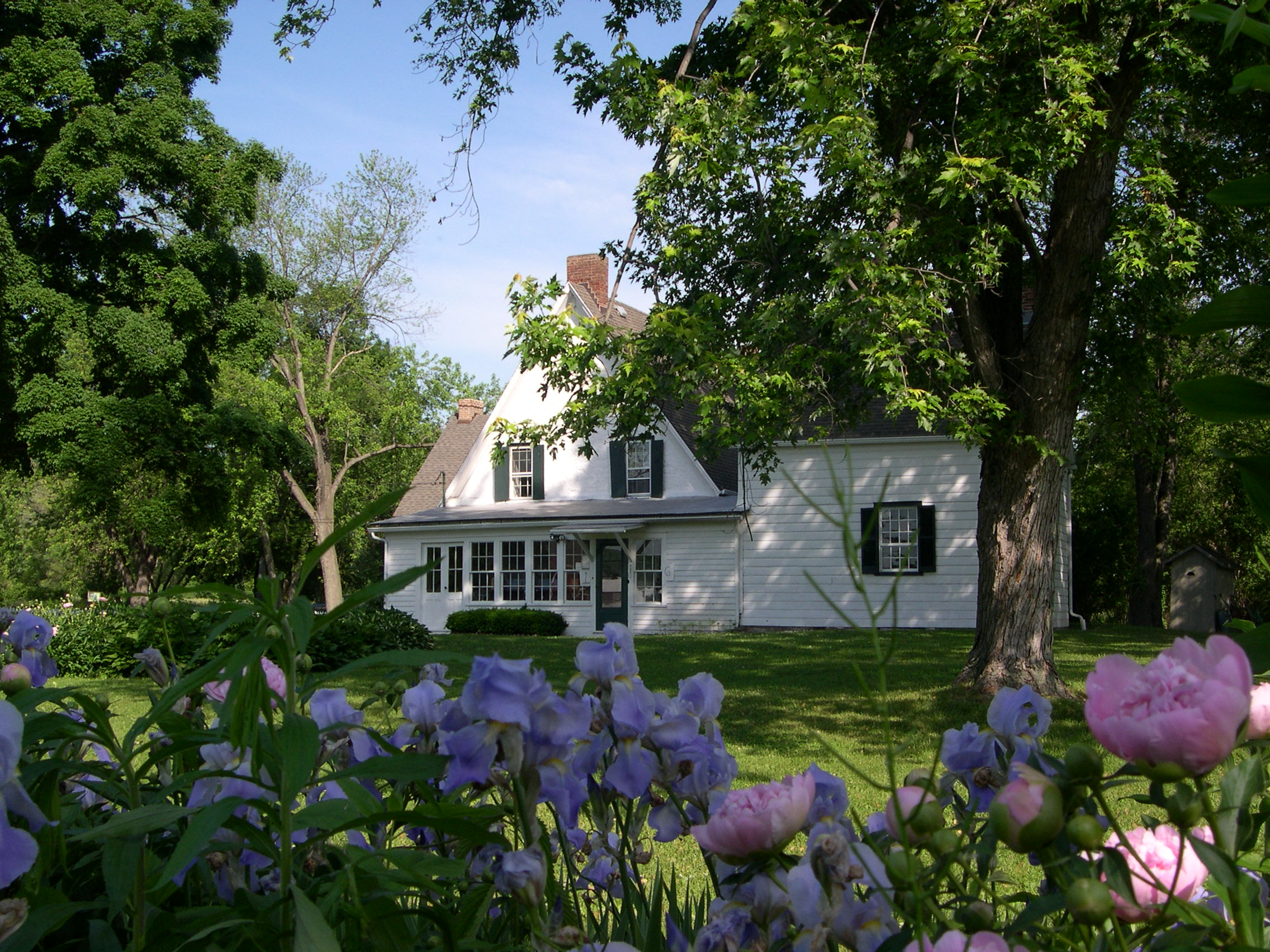
Det äldsta huset i Mohawk Valley är byggt 1706.